# Ophelina acuminata
Ophelina acuminata ist ein kosmopolitischer mariner Ringelwurm aus der Gattung Ophelina innerhalb der Vielborster-Familie der Opheliidae.

## Merkmale
Ophelina acuminata hat einen bis zu 6 cm langen, schlanken, an jedem Ende spitz zulaufenden Körper mit einer kontinuierlichen bauchseitigen Rinne und bis zu 50 noch einmal in sich fein geringelten Segmenten. Das kegelförmige Prostomium ist länger als breit und läuft vorn in einen fingerartigen, an der Spitze etwas verdickten Fortsatz aus. Die Parapodien weisen kleine Läppchen und kleine bauchseitige Cirren auf. Die langen, cirrenförmigen Kiemen sind an allen borstentragenden Segmenten mit Ausnahme des ersten Segments und der letzten zwei bis drei Segmente vorhanden. Der After ist von einer löffelförmigen, bauchseitig offenen Haube umgeben, deren Rand nach hinten in acht bis zehn fingerartige Fortsätze ausläuft. Am After sitzen innerhalb der Haube zwei große Analpapillen und dazwischen ein langer Cirrus.
Das Tier ist gelblich bis perlgrau, während die stark durchbluteten Kiemen durch das im Blutplasma gelöste Hämoglobin hellrot sind.
Der Darm von Ophelina acuminata ist in drei Abschnitte unterteilt, wobei der Mitteldarm durch eine dorsoventrale Wand noch einmal in einen linken und rechten Kanal geteilt ist.

## Verbreitung und Lebensraum
Ophelina acuminata ist kosmopolitisch in sämtlichen Weltmeeren verbreitet, so im nördlichen Atlantischen Ozean einschließlich der Nordsee bis zum Öresund, aber auch vor den Küsten Südafrikas und im Pazifischen Ozean an den Küsten Neukaledoniens und Australiens.
Der Borstenwurm lebt auf Sand und Schlamm von der Gezeitenzone bis in etwa 1500 m Meerestiefe.

## Lebensweise
Ophelina acuminata gräbt sich durch die oberen Schichten des sandigen Substrats, kann aber auch wie eine Schlange schwimmen. Das Tier ernährt sich von Detritus, der am Substrat haftet. Der Fortpflanzungszyklus ist bisher nicht erforscht.